# Équipe du Pérou des moins de 15 ans de football
Maillots
L'équipe du Pérou des moins de 15 ans de football est une sélection de joueurs de moins de 15 ans au début des deux années de compétition placée sous la responsabilité de la Fédération péruvienne de football.

## Histoire
L'équipe du Pérou U15 dispute son premier tournoi officiel à l'occasion du championnat de la CONMEBOL de 2004 au Paraguay. Mais c'est sous la houlette de Juan José Oré que l'équipe connaît son âge d'or lorsqu'elle remporte le championnat de la CONMEBOL de 2013 en Bolivie (avec Luis Iberico comme meilleur buteur du tournoi avec sept réalisations), suivi des Jeux olympiques de la jeunesse en 2014.
Trois ans plus tard, avec Edgar Teixeira comme nouveau sélectionneur, les Péruviens atteignent les demi-finales du championnat de la CONMEBOL de 2017, instance où sont éliminés par l'hôte argentin qui s'impose 4-1.

## Résultats

### Parcours dans les compétitions internationales
| Championnat de la CONMEBOL des moins de 15 ans | Championnat de la CONMEBOL des moins de 15 ans | Championnat de la CONMEBOL des moins de 15 ans | Championnat de la CONMEBOL des moins de 15 ans | Championnat de la CONMEBOL des moins de 15 ans | Championnat de la CONMEBOL des moins de 15 ans | Championnat de la CONMEBOL des moins de 15 ans | Championnat de la CONMEBOL des moins de 15 ans |
| Année                                          | Tour                                           | J                                              | G                                              | N                                              | P                                              | Bp                                             | Bc                                             |
| ---------------------------------------------- | ---------------------------------------------- | ---------------------------------------------- | ---------------------------------------------- | ---------------------------------------------- | ---------------------------------------------- | ---------------------------------------------- | ---------------------------------------------- |
| 2004                                           | 1/4 finale                                     | 4                                              | 1                                              | 1                                              | 2                                              | 1                                              | 5                                              |
| 2005                                           | 1er tour                                       | 4                                              | 0                                              | 1                                              | 3                                              | 2                                              | 9                                              |
| 2007                                           | 1er tour                                       | 4                                              | 1                                              | 0                                              | 3                                              | 6                                              | 12                                             |
| 2009                                           | 1er tour                                       | 4                                              | 0                                              | 1                                              | 3                                              | 3                                              | 9                                              |
| 2011                                           | 1er tour                                       | 4                                              | 1                                              | 1                                              | 2                                              | 3                                              | 7                                              |
| 2013                                           | Vainqueur                                      | 6                                              | 5                                              | 1                                              | 0                                              | 14                                             | 5                                              |
| 2015                                           | 1er tour                                       | 4                                              | 1                                              | 0                                              | 3                                              | 4                                              | 14                                             |
| 2017                                           | 1/2 finale                                     | 6                                              | 2                                              | 2                                              | 2                                              | 9                                              | 11                                             |
| 2019                                           | 1er tour                                       | 5                                              | 1                                              | 2                                              | 2                                              | 3                                              | 6                                              |
| 2023                                           | À venir                                        |                                                |                                                |                                                |                                                |                                                |                                                |
| Total                                          | 9/9                                            | 41                                             | 12                                             | 9                                              | 20                                             | 45                                             | 78                                             |

| Jeux olympiques de la jeunesse d'été | Jeux olympiques de la jeunesse d'été | Jeux olympiques de la jeunesse d'été | Jeux olympiques de la jeunesse d'été | Jeux olympiques de la jeunesse d'été | Jeux olympiques de la jeunesse d'été | Jeux olympiques de la jeunesse d'été | Jeux olympiques de la jeunesse d'été |
| Année                                | Tour                                 | J                                    | G                                    | N                                    | P                                    | Bp                                   | Bc                                   |
| ------------------------------------ | ------------------------------------ | ------------------------------------ | ------------------------------------ | ------------------------------------ | ------------------------------------ | ------------------------------------ | ------------------------------------ |
| 2010                                 | Non invité                           | Non invité                           | Non invité                           | Non invité                           | Non invité                           | Non invité                           | Non invité                           |
| 2014                                 | Vainqueur                            | 4                                    | 4                                    | 0                                    | 0                                    | 10                                   | 4                                    |
| 2018                                 | Tournoi de futsal                    | Tournoi de futsal                    | Tournoi de futsal                    | Tournoi de futsal                    | Tournoi de futsal                    | Tournoi de futsal                    | Tournoi de futsal                    |
| Total                                | 1/2                                  | 4                                    | 4                                    | 0                                    | 0                                    | 10                                   | 4                                    |

### Palmarès
- Championnat de la CONMEBOL des moins de 15 ans (1) : 
  - Vainqueur : 2013.
- Jeux olympiques de la jeunesse d'été (1) : 
  - Vainqueur : 2014.

## Personnalités historiques de l'équipe

### Joueurs

#### Anciens joueurs
- Luis Iberico
- Andy Polo
- Martín Távara

### Sélectionneurs
- Óscar Hamada (2001)
- José Luis Pavoni (2004)
- Juan José Oré (2005-2016)
- Edgar Teixeira (2016-2019)
- Pablo Zegarra (2023-)